# جيمس جنكينز
جيمس جنكينز (بالإنجليزية: James Jenkins)‏ هو لاعب كرة قدم أمريكية أمريكي، ولد في 17 أغسطس 1967 في جزيرة ستاتن في الولايات المتحدة.

## وصلات خارجية
- جيمس جنكينز على موقع مرجع كرة القدم المحترفة.كوم (الإنجليزية)